# Museo dell'amicizia

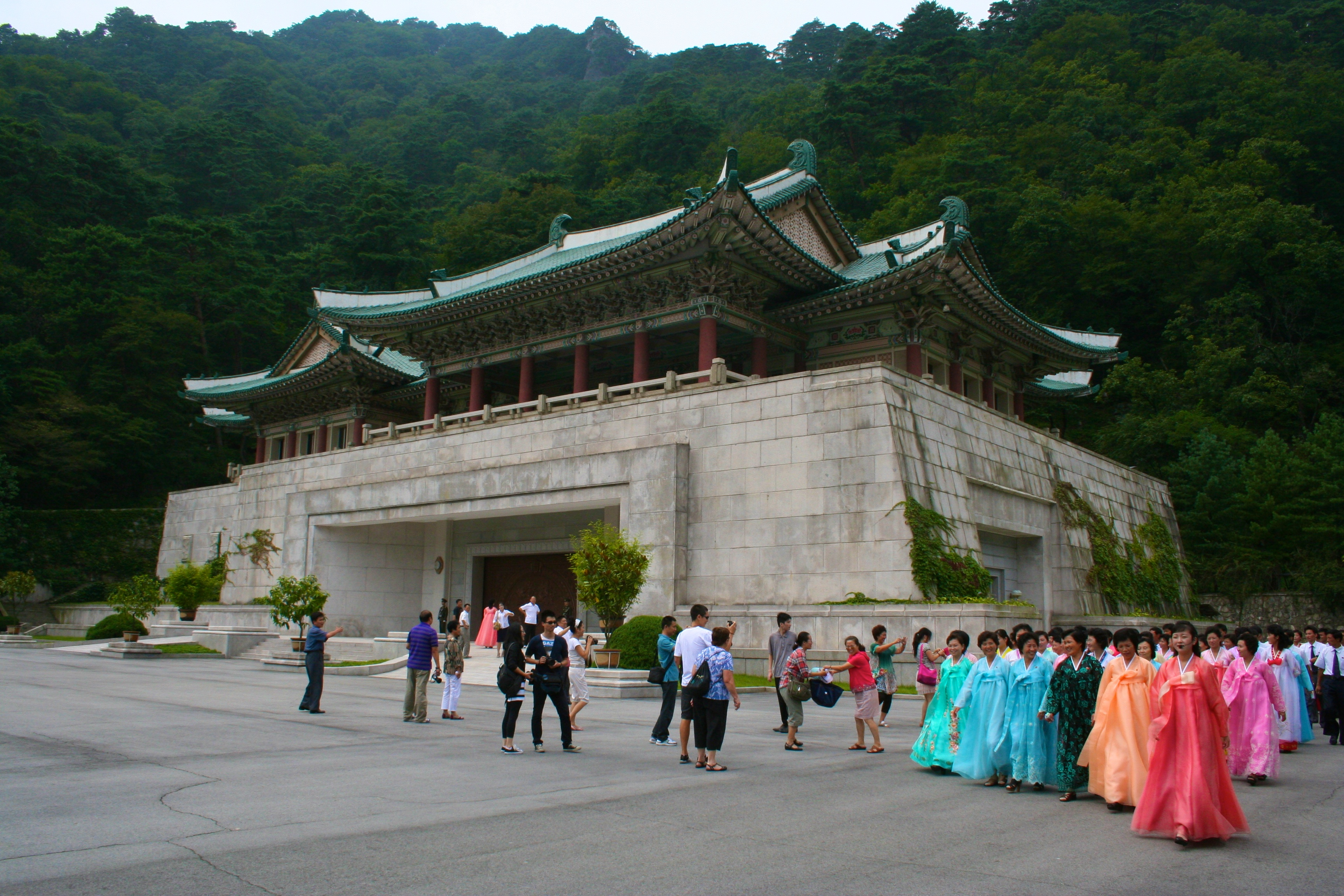
Museo dell'amicizia

Il museo dell'amicizia (in coreano Chosŏn'gŭl: 국제친선전람관) è un complesso museale situato a Myohyangsan, P'yŏngan Settentrionale, Corea del Nord ed espone una collezione di oggetti regalati ai leader Kim Il-sung e Kim Jong-il da vari dignitari stranieri, secondo il ben stabilito protocollo presente nella Cultura coreana.
Costruito con uno stile tradizionale, venne aperto il 26 agosto del 1978 e comprende oltre 150 sale che coprono un'area totale compresa tra i 28 000 e i 70 000 metri quadrati. L'edificio crea l'illusione della presenza di finestre, anche se queste non sono state effettivamente costruite. Secondo una leggenda, Kim Jong-il costruì il museo in soli tre giorni; anche se in realtà la costruzione venne completata in un anno. Ad oggi, le stime della quantità di doni esposti nella collezione varia tra i 60 000 e 220 000. Prima di entrare, i visitatori devono togliersi le scarpe e viene chiesto loro di inchinarsi di fronte ai ritratti di Kim Il-sung e Kim Jong-il. Le immagini satellitari raccolte nel 2017 mostrano una continua attività sotterranea nel sito, suggerendo l'idea di una possibile espansione in corso.
La posizione del museo sulle montagne Myohyang, vicine al tempio Pohyon, divenne soggetto di una poesia scritta da Kim Il-sung, che cantò dal balcone dell'edificio il 15 ottobre del 1979.
Il museo funge da propaganda, dando l'impressione di un supporto internazionale al governo nordcoreano. I visitatori del museo viene detto che il numero di regali costituisce "una prova di eterno amore e rispetto nei confronti del Grande Leader [Kim Il-sung]". Tuttavia, i visitatori nordcoreani sono ignari del protocollo dello scambio di doni diplomatici, e sono descritti da Helen-Louise Hunter come "impressionati dalle spiegazioni a loro date". Un altro autore, Byoung-lo Philo Kim, afferma che l'esibizione è "rivolta al convincimento dei visitatori [nord] coreani che i loro leader sono universalmente ammirati".

## Regali esposti
Molti dei regali provenivano dai paesi del blocco orientale o da stati orientati al socialismo, di seguito un elenco dei più importanti doni:
- La testa di un orso regalata dal leader rumeno Nicolae Ceaușescu
- Un cavaliere metallico e scacchiere ornate dall'ex dittatore libico Mu'ammar Gheddafi
- Un astuccio in pelle di coccodrillo ricevuta dal leader cubano Fidel Castro
- Una spada d'argento con incastonate delle gemme preziose e la miniatura di una moschea in madreperla, regalate dal leader palestinese Yasser Arafat
- Un grammofono donato dal primo ministro cinese Zhou Enlai
- Un leone in avorio proveniente dalla Tanzania, un astuccio dorato per sigarette dalla Jugoslavia, un carro armato sovietico in bronzo dalla Repubblica Democratica Tedesca e bastoncini d'argento dalla Mongolia
- Un pallone da basket firmato da Michael Jordan regalato dal Segretario di Stato Americano Madeleine Albright[16]
- Una limousine blindata regalata dal dittatore sovietico Iosif Stalin
- Una copia in VHS del film del 1996 Space Jam[17]
- Una copia LaserDisc del film del 1987 Nukie[17]
- Una copia dell'album Volta di Björk[18]
- Una copia dell'album Back in the Day: The Best of Bootsy di Bootsy Collins[19]